# Paul Kozlicek
Paul Kozlicek (Viena, 22 de julho de 1937 - 26 de novembro de 1999) foi um futebolista austríaco que atuava como atacante.

## Carreira
Paul Kozlicek fez parte do elenco da Seleção Austríaca na Copa do Mundo de 1958.